# Provincia di Koh Kong
La provincia di Koh Kong (Khétt Kaôh Kŏng) è una provincia della Cambogia. Il suo nome significa "Provincia dell'Isola di Kŏng". La sua capitale è Koh Kong.
La provincia è suddivisa in 8 distretti (srŏk):
| ISO  | Nome distretto | Nome distretto romanizzato |
| ---- | -------------- | -------------------------- |
| 0901 | បូទុមសាគរ         | Botum Sakor                |
| 0902 | គីរីសាគរ          | Kiri Sakor                 |
| 0903 | កោះកុង            | Koh Kong                   |
| 0904 | ស្មាច់មានជ័យ        | Smach Mean Chey            |
| 0905 | មណ្ឌលសីម៉ា         | Mondol Seima               |
| 0906 | ស្រែអំបិល          | Srae Ambel                 |
| 0907 | ថ្មបាំង           | Thma Bang                  |
| 0908 | កំពង់សីលា          | Kampong Seila              |